# Saint-Jean-de-Bournay
Saint-Jean-de-Bournay är en kommun i departementet Isère i regionen Auvergne-Rhône-Alpes i sydöstra Frankrike. Kommunen ligger i kantonen Saint-Jean-de-Bournay som tillhör arrondissementet Vienne. År 2022 hade Saint-Jean-de-Bournay 4 762 invånare.

## Befolkningsutveckling
Antalet invånare i kommunen Saint-Jean-de-Bournay
Referens:INSEE